# Verbandsgemeinde Traben-Trarbach (1968-2014)
La comunità amministrativa di Traben-Trarbach (Verbandsgemeinde Traben-Trarbach) era una comunità amministrativa della Renania-Palatinato, in Germania.
Faceva parte del circondario di Bernkastel-Wittlich.
A partire dal 1º luglio 2014 è stata soppressa, i comuni che ne facevano parte sono confluiti, insieme a quelli della comunità di Kröv-Bausendorf nella neocostituita comunità amministrativa di Traben-Trarbach che pur essendo omonima è un nuovo ente.

## Suddivisione
Comprende 6 comuni:
1. Burg
2. Enkirch
3. Irmenach
4. Lötzbeuren
5. Starkenburg
6. Traben-Trarbach (città)

Il capoluogo è Traben-Trarbach.